# Téterchen
Téterchen je francouzská obec v departementu Moselle v regionu Grand Est. V roce 2013 zde žilo 766 obyvatel.

## Poloha
Sousední obce jsou: Brettnach, Coume, Dalem, Hargarten-aux-Mines, Ottonville, Tromborn a Velving.

## Vývoj počtu obyvatel
Počet obyvatel